# Ignacy Tymowski
Ignacy Tymowski herbu Sas (ur. 1 czerwca 1759 w Borowcu, zm. 3 maja 1820 w Postękalicach) – syn Jana (1721–1783), senator kasztelan Królestwa Polskiego od 1815 do śmierci, sędzia Sądu Apelacyjnego Księstwa Warszawskiego, stolnik sieradzki w latach 1788–1793, deputat do Trybunału Koronnego w 1786, stolnik piotrkowski w latach 1785–1788, poseł województwa sieradzkiego na Sejm Czteroletni w 1788. 
W 1790 ożenił się z Kunegundą Wodzińską (1773–1840), córką Adama i Katarzyny z Zawiszów. Ignacy i  Kunegunda mieli dziewięcioro dzieci, z których tylko  trzech synów dożyło pełnoletniości: Józef  (1791–1871), Michał (1797–1850) i Seweryn (1805–1873). Ignacy Tymowski zmarł w 1820, został pochowany przy zewnętrznej ścianie kościoła św. Rocha w Postękalicach.
Mecenas Trybunału Głównego Koronnego w Piotrkowie w 1765 roku.
W 1792 figurował na liście posła rosyjskiego, Jakowa Bułhakowa, będącej spisem posłów i senatorów, na których Rosjanie mogli liczyć przy rekonfederacji i obaleniu dzieła 3 maja. Ignacy Tymowski wymieniony został w drugim zestawieniu Bułhakowa, które według Adama Wolańskiego zawierało stronników domniemanych, w tym osoby, co do których się pomylono. Zaliczenie Ignacego Tymowskiego także wydaje się omyłką, zważywszy że podpisał on 2 maja 1791 tzw. Assekuracyę, czyli zobowiązanie do popierania Ustawy Rządowej, czyli Konstytucji 3 maja. Nie ma go ani wśród konsyliarzy konfederacji generalnej koronnej, ani wśród konsyliarzy konfederacji wojewódzkich i ziemskich Korony.

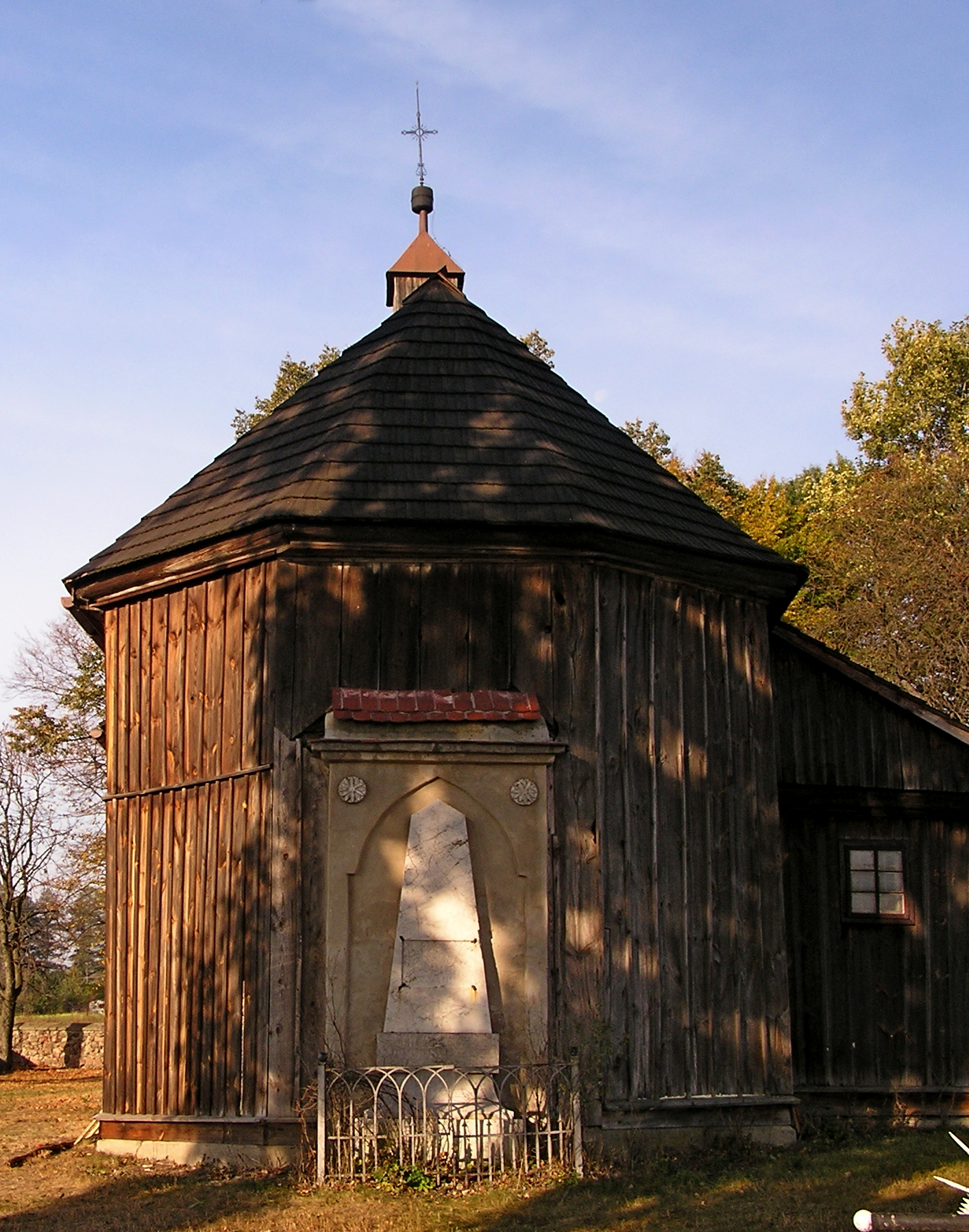
Nagrobek I.Tymowskiego
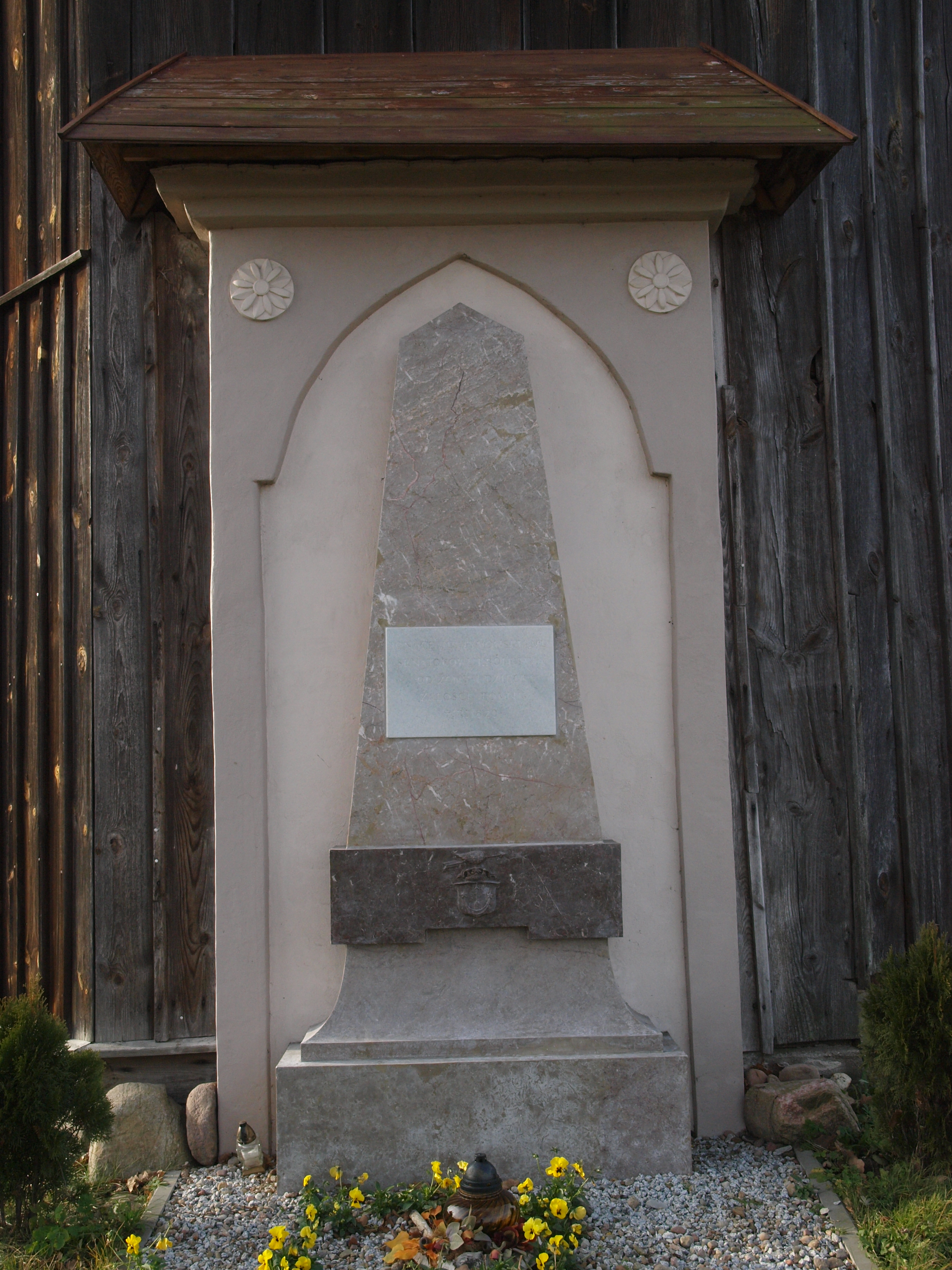
Nagrobek I.Tymowskiego odnowiony w 2010
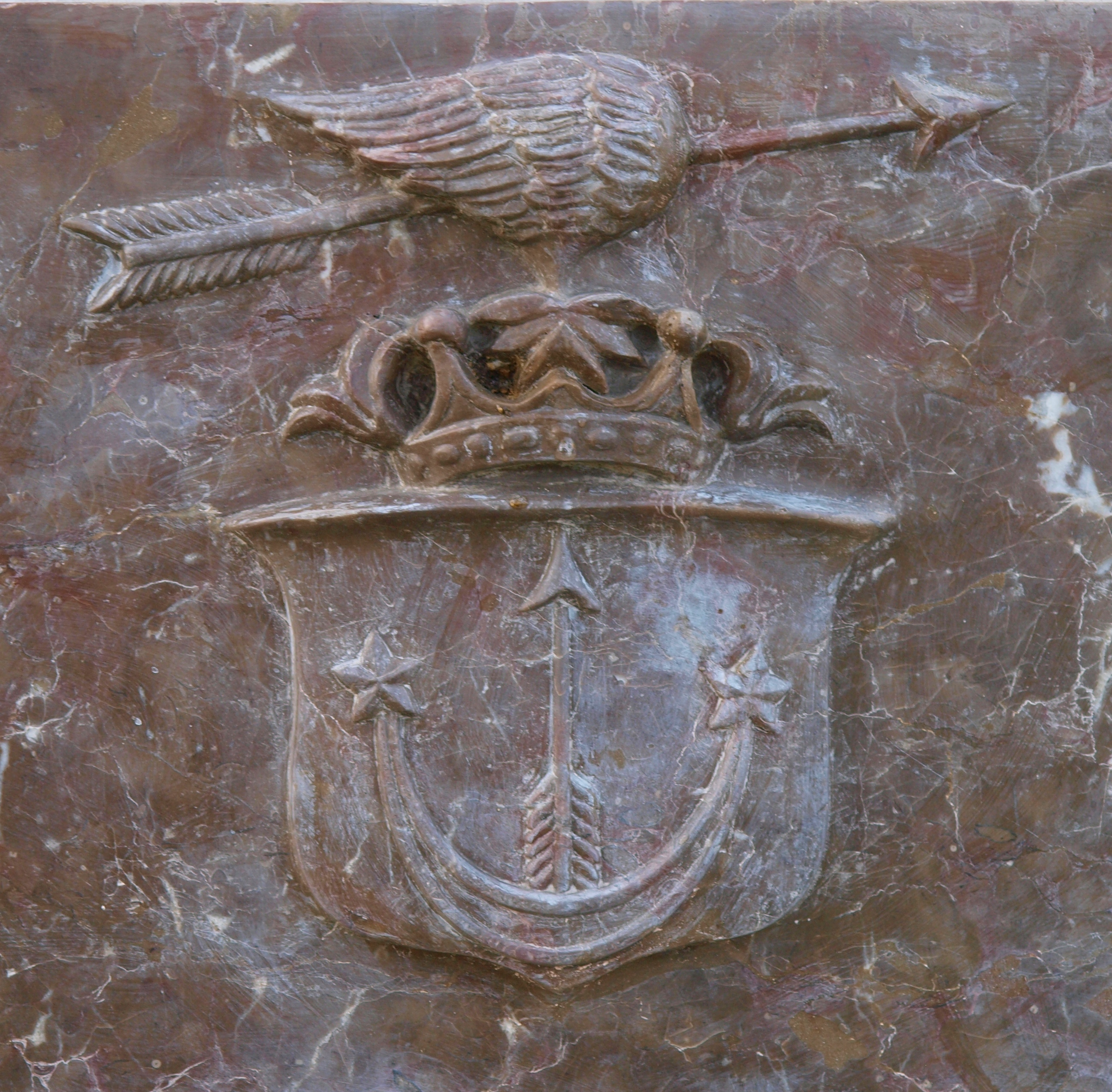
Herb Sas z nagrobka I.Tymowskiego